# 程天固
程天固（1889年—1974年9月15日），幼名天顾，字守德，廣東省香山县（現中山市）南蓢安定鄉人氏，中華民國政治人物。他是民國第一個建市的廣州市工務局首任局長，參與過廣州建市後到1930年代的城市規劃建設與管理，為廣州近代城市發展的開拓者和奠基者。著作有《程天固回憶錄》《聯俄討論》等。

## 生平
1904年入英戈洛中国学校读书，期間獲英国牛津大学取錄入讀，學成2年畢業。1911年夏携眷赴美国，入讀加州大学政治经济学院，後升讀研究院，获硕士学位
在1921到1923年、1929-1936年間，兩度出任廣州市工務局局長，主持城市規劃、交通設計、道路開闢等。1924年6月，應時廣東大學校長鄒魯邀請，任法科教授，改名中大後任法學院院長。
1931年參與陳濟棠主導籌建的廣州反蔣派國民政府，1931到1935年被選為國民黨第四、五屆中央執行委員會委員與候補。期間歷任西南政務委員、廣東省政府委員、廣東省建設廳廳長。因其帶領工務局工作成績卓越，在1931年到1932年間兼任廣州市市長。1937年初赴南京，任實業部政務次長，旋升代理部長兼商標委員會主席。1938年秋其部併入經濟部，改任行政院高等顧問。同年冬再改任外交專員，奉命赴南洋、欧美各国整理驻外使馆。1941年任駐墨西哥、巴西大使，曾在當地成功維護僑民權益，離任時榮穫當國大學授予名譽法學博士學位。1948年返回大陸，後寓居香港。1965年曾任香港各屆紀念孫中山先生百年誕辰籌備委員會委員。1974年在九龍逝世。